# Самулевич, Павел Александрович
Павел Александрович Самулевич (3 мая 1887, Каменец-Подольский — 27 октября 1937, Киев) — ректор Одесского института народного образования

## Биография
Родился 3 мая 1887 года  в г. Каменец-Подольский в рабочей семье.
Закончил двухклассное городское училище и сдал экзамен на звание народного учителя.
В 1907 году примкнул к социал-демократам. Сдал экзамен на звание земского страхового агента и до 1919 года работал в Земской управе.
В 1919 году вступил в РКП(б) и Красную Армию. Участник гражданской войны. З С 1920 года работал в г. Балта заведующим отделом народного образования, редактором местной газеты «Вести».

###### Одесский период
В 1920 году переехал в Одессу, где был соредактором газеты «Большевик».
С октября 1921 года заведовал рабочими факультетами при политехническом и сельскохозяйственном институтах. Организовал «Общество украинской пролетарской культуры».
С апреля 1923 года до апреля 1925 года был ректором Одесского института народного образования. Одновременно продолжать руководить рабочими факультета института народного образования и политехнического института.
С августа 1925 года до апреля 1927 года заведовал Одесским отделом народного образования. Избирался членом президиума исполкома  Одесского окружного совета, членом президиума исполкома  Одесского городского совета.
В апреле 1927 года был утвержден в должности директора Одесского торгового техникума.
В 1928 году  получил документ о высшем образовании, сдав экстерном экзамены за историческое отделение Одесского института народного образования.
Заведовал сектором науки и вузов Одесского окружного комитета КП(б)У. В 1932 году за «националистический уклон» был исключен из ВКП(б).
Далее работал на сахаро-рафинадном заводе.
В 1937 году был арестован. Расстрелян 27 октября 1937 года в Киеве.
Реабилитирован 25 июля 1957 года решением Военной коллегии Верховного Суда Союза ССР.